# جوزيف كلارك
جوزيف كلارك (بالإنجليزية: Joseph Clarke)‏ هو سياسي أمريكي، ولد في 12 مارس 1933 في مقاطعة بويل في الولايات المتحدة.